# Green New Deal

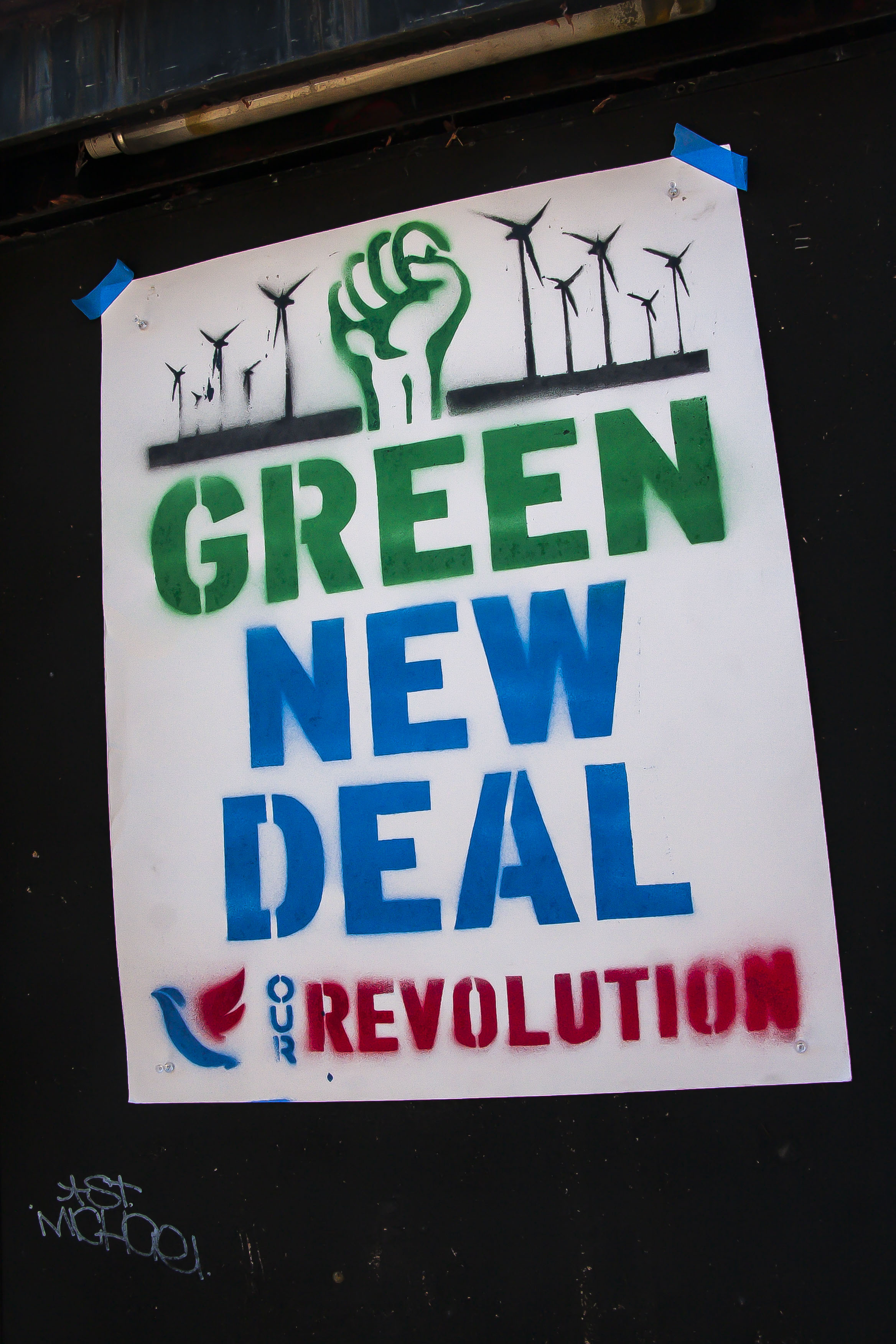
Manifesto sul Green New Deal

Il Green New Deal (in italiano Nuovo Patto Verde), noto anche con l'acronimo di GND, è un piano di riforme economiche e sociali inizialmente promulgato negli Stati Uniti, incentrate sul cambiamento climatico e le disuguaglianze economiche e sociali.
Il termine fa riferimento al New Deal, un insieme di riforme sociali ed economiche intraprese dal presidente Roosevelt in risposta alla Grande depressione. Il Green New Deal combina l'approccio economico di Roosevelt con idee moderne come l'energia rinnovabile e l'efficienza energetica. entro il 2050 , l'Europa si prefigge di arrivare alla neutralità climatica.

## Storia

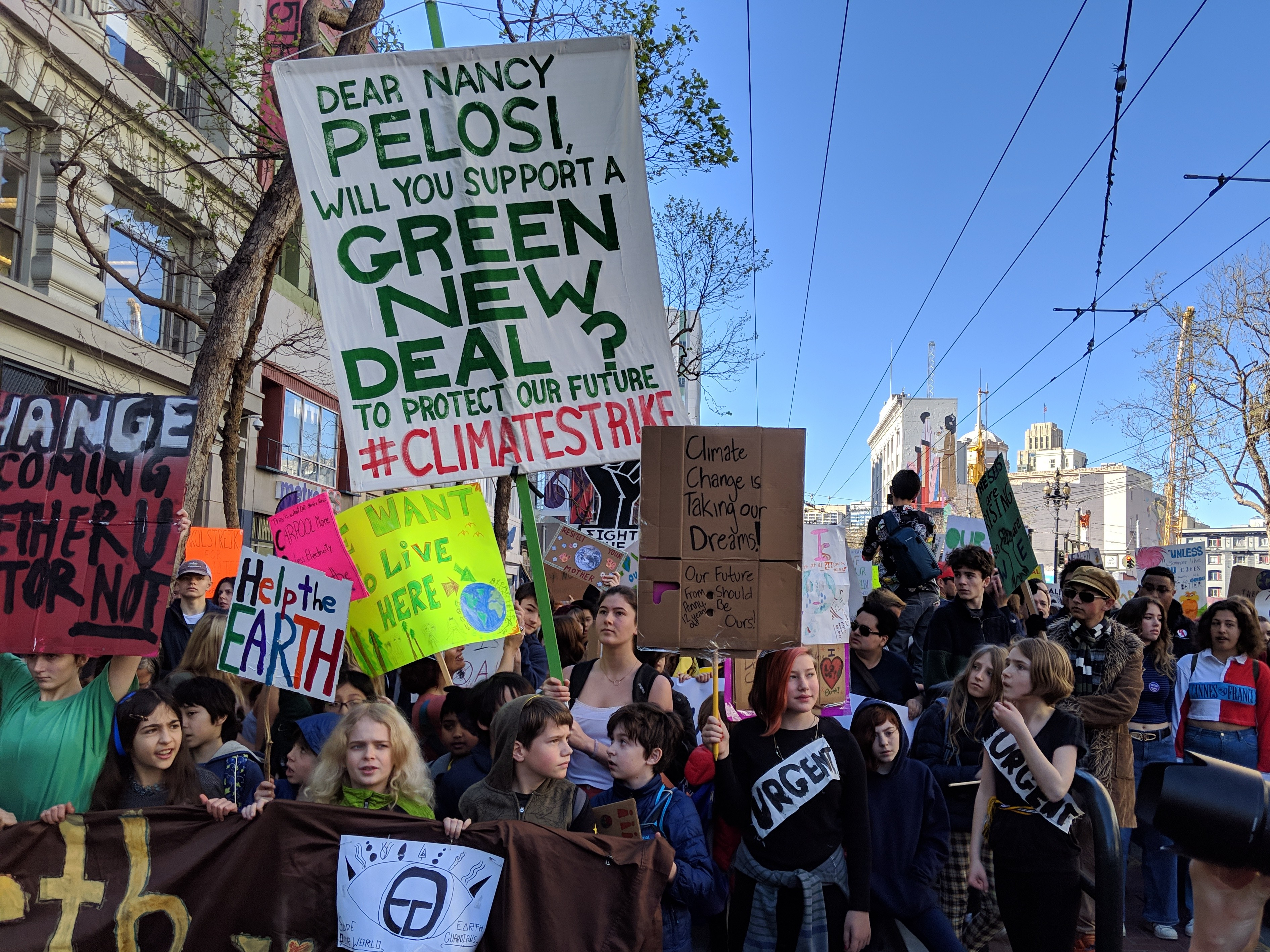
Manifesti sul Green New Deal durante le proteste contro il riscaldamento climatico

Già durante gli anni '70 e '90, alcuni attivisti nei movimenti del lavoro e dell'ambiente hanno iniziato a parlare di una politica economica per indirizzare l'economia degli Stati Uniti verso fonti di energia rinnovabile.
Un primo utilizzo del termine Green New Deal è stato fatto dal giornalista Thomas Friedman sul The New York Times e sul The New York Times Magazine nel gennaio 2007.
Questo approccio è stato successivamente adottato in Gran Bretagna dal Green New Deal Group, che ha pubblicato un rapporto il 21 luglio 2008. Il concetto in seguito è stato ulteriormente sviluppo e promosso dal Programma delle Nazioni Unite per l'ambiente (UNEP).
Il 22 ottobre 2008, il direttore esecutivo dell'UNEP Achim Steiner ha presentato un'iniziativa chiamata Global Green New Deal, che mira a creare posti di lavoro nelle cosiddette industrie "verdi", stimolando così l'economia mondiale e ponendo allo stesso tempo un freno al cambiamento climatico. Il Partito dei Verdi degli Stati Uniti e il candidato alla presidenza Jill Stein hanno proposto il "Green New Deal" nel 2012. 

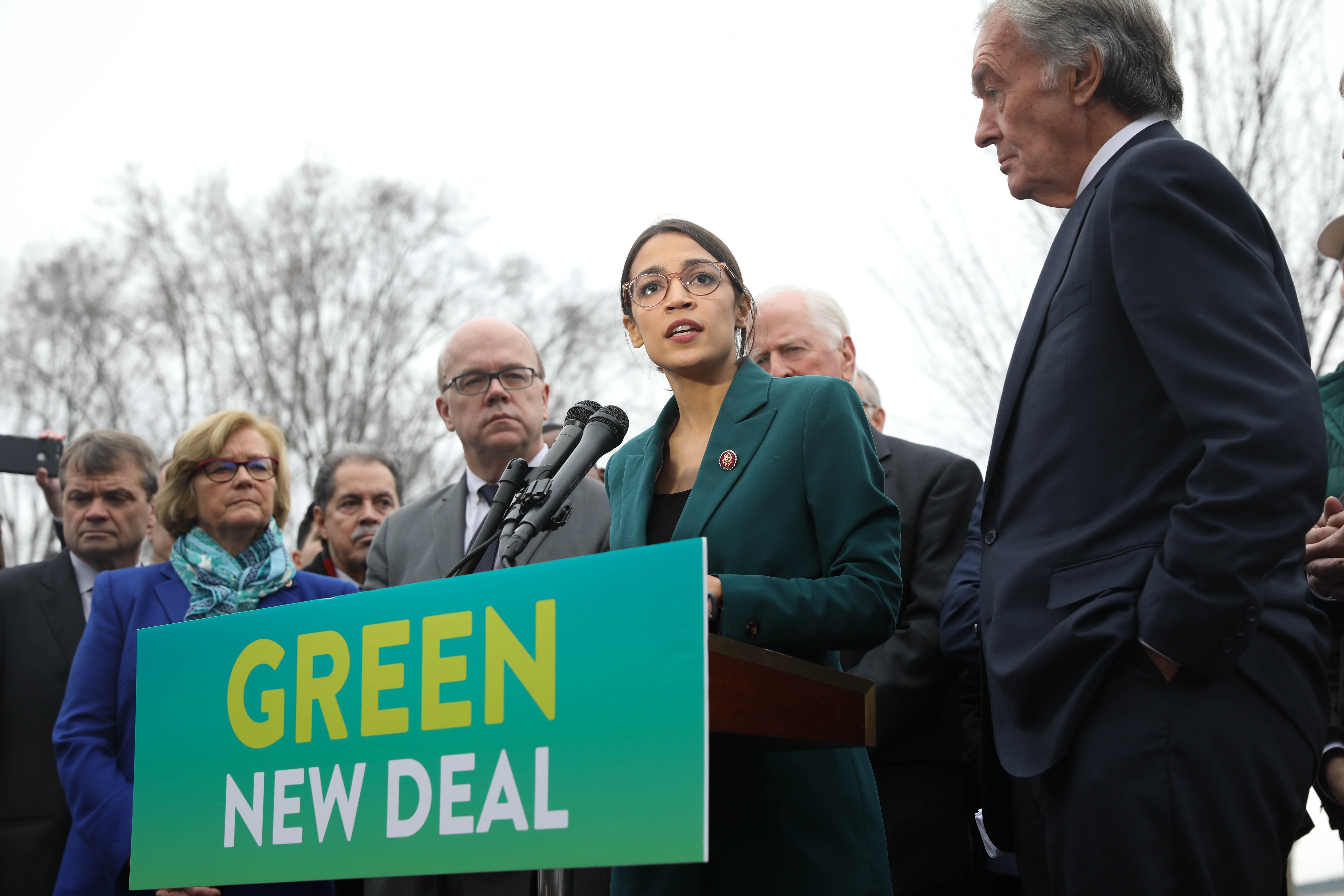
Comizio di alcuni deputati statunitense sul Green New Deal

Dall'inizio degli anni 2000, sono sorte altre proposte per un "Green New Deal" sia negli Stati Uniti che a livello internazionale. Il primo politico statunitense ad promulgare il Green New Deal è stato Howie Hawkins del Partito dei Verdi, quando si è candidato alla carica di governatore di New York nel 2010. 
Nell'Unione europea nell'aprile 2020, il Parlamento europeo ha chiesto di includere il Green Deal europeo nel programma di ripresa dalla pandemia di COVID-19.